# Sal de mi piel
«Sal de mi piel» es un sencillo de la cantante mexicana Belinda, compuesta por ella en letra y música, para promocionar la telenovela Camaleones, y lanzado en su tercer álbum de estudio, titulado Carpe Diem, el 23 de marzo de 2010.

## Información

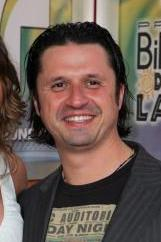
Áureo Baqueiro, productor de la canción.

La canción fue producida por Áureo Baqueiro y grabada en Los Ángeles. Fue lanzada el 18 de agosto de 2009 de manera simultánea en las radios de México, Argentina, Estados Unidos y Colombia.
"Sal de mi piel" fue el tema principal de la telenovela protagonizada por Belinda y Alfonso Herrera. Puede ser adquirida en descargas de tiendas digitales, y apareció en el disco de la cantante como un tema extra.
En un principio el tema había sido compuesto para el último disco del grupo RBD, pero eso no ocurrió ya que el grupo ya había grabado los temas de su disco, se rumoró que la canción sería grabada en el próximo disco de la cantante Dulce María, pero al final terminó grabándolo Belinda.

## Video
El vídeo musical de "Sal De Mi Piel" es una presentación de los personajes y de la telenovela "Camaleones". Conforme van apareciendo dichos personajes, aparece una escena de ellos y su nombre en pantalla, puesto a que éste video no es oficial no entra en conteos musicales.
También existe un video musical dentro de la presentación Acceso Total, en donde la cantante canta y baila acompañada de bailarinas.

## Lanzamiento
| Región  | Fecha                | Formato          | Discográfica        |
| ------- | -------------------- | ---------------- | ------------------- |
| Mundial | 17 de agosto de 2009 | Radiodifusión    | EMI / Capitol Latin |
| Mundial | 18 de agosto de 2009 | Descarga digital | EMI / Capitol Latin |

## Lista de canciones
Descarga digital
1. «Sal De Mi Piel» (Belinda Peregrín) — 3:29

CD sencillo
1. «Sal De Mi Piel» (Belinda Peregrín) — 3:29

## Listas
La canción ocupó el primer lugar en descargas digitales en iTunes México, a solo 24 horas de haberse puesto en venta, desbancando a Loba de Shakira.
| Lista (2009/2010)                   | Posición |
| ----------------------------------- | -------- |
| México Top 100                      | 18       |
| Billboard Mexico Airplay            | 9        |
| Billboard Mexico Espanol Airplay    | 6        |
| EE. UU. Billboard Latin Pop Airplay | 31       |
| México Monitor Latino Pop           | 15       |
| Venezuela Singles Chart             | 176      |
| Guatemala Top 40                    | 37       |

## Versiones oficiales
- Versión original
- Versión Camaleones